# رفراف نيلي الطوق
رفراف نيلي الطوق (الاسم العلمي Ceyx cyanopectus)، نوع من مخيط الماء وفصيلة رفرافيات. موطنه الفلبين
.